# Чунг (язык)
Чунг (Cung) — восточнобебоидный язык, на котором говорит народ чунг, проживающий в деревнях Мбук и Чунг, западнее Нкамбе и северо-восточнее Вум, подразделения Вум дивизии Менчум Северо-Западного региона в Камеруне. Также язык чунг на 83% похож в лексике на язык нкане.